# Kościół Świętej Rodziny w Białymstoku
Kościół Świętej Rodziny w Białymstoku – rzymskokatolicki kościół parafialny należący do parafii pod tym samym wezwaniem (dekanat Białystok – Białostoczek archidiecezji białostockiej).
Starania o budowę kościoła rozpoczął ksiądz Józef Bielski. W 1991 roku Urząd Miasta przydzielił plac pod budowę świątyni i plebanii przy zbiegu ulic Ogrodowej i Fabrycznej. W 1993 roku rozpoczęto budowę świątyni według projektu inżynier architekt Danuty Łukaszewicz. Jest to dwupoziomowa trzynawowa budowla założona na rzucie podłużnym. Już w latach 90. XX wieku został ukończony kościół dolny. Kolejni proboszczowie prowadzili prace budowlane i wykończeniowe w kościele, uporządkowali również posesję kościelną. W latach 2005–2011 w górnej świątyni, ukończonej w stanie surowym, można było już odprawiać nabożeństwa. Obecnie w trakcie są dalsze prace wykończeniowe. W prezbiterium kościoła jest umieszczona rzeźba przedstawiająca Świętą Rodzinę, wykonana przez Placydę Bukowską i obraz namalowany przez Danielę Pocentę.